# Oldenhorn
Oldenhorn (em francês:  Becca d'Audon) é uma montanha nos Alpes berneses situado no limite dos cantões suíços de Vaud, Valais e de Berna, e cujo ponto culminante se situa a 3 123 m na Suíça.